# Donald M. McKale
Donald Marshall McKale (geboren 24. Oktober 1943 in Clay Center, Kansas) ist ein US-amerikanischer Historiker, der insbesondere zur Geschichte des Nationalsozialismus geforscht hat.

## Leben
Donald M. McKale ist ein Sohn von Donald Vincent McKale und Mildred Wedd. Er heiratete 1966 Janna Fredregill, sie haben drei Kinder.
McKale studierte an der Iowa State University (B.S., 1966), der University of Missouri (M.A., 1967) und wurde 1970 an der Kent State University promoviert. Danach war er Assistant Professor am  Georgia College, Milledgeville, wurde dort 1974 Associate Professor und erhielt 1978 eine Professur. Im selben Jahr wechselte er als Professor für Geschichte an die Clemson University in Clemson (South Carolina). Er wurde dort emeritiert.
McKale forschte insbesondere zur Geschichte des Nationalsozialismus.

## Schriften (Auswahl)
- The Nazi Party Courts. Hitler’s Management of Conflict in his Movement, 1921–1945. University Press of Kansas, Lawrence, 1974, ISBN 0-7006-0122-8
- The swastika outside Germany. Kent State Univ. Press, Kent, Ohio, 1977, ISBN 0-87338-209-9
- Hitler: The Survival Myth, Stein & Day New York, NY, 1981
- Curt Prüfer: German Diplomat from the Kaiser to Hitler. Kent State University Press, Ohio 1987, ISBN 978-0-87338-345-5
- (Hrsg.): Tradition : a history of the presidency of Clemson University. Macon, Ga. : Mercer, 1988
- Rewriting History: The Original & Revised World War II Diaries of Curt Prüfer, Nazi Diplomat. Kent State University Press, Ohio 1989. ISBN 978-0-87338-364-6
- War by Revolution. Germany and Great Britain in the Middle East in the Era of World War I. Kent State University Press, 1998, ISBN 9780873386029
- Hitler's Shadow War: The Holocaust and World War II, Cooper Square Press New York, NY, 2002
- Nazis after Hitler : how perpetrators of the Holocaust cheated justice and truth. Rowman & Littlefield, Lanham, Md. 2012, ISBN 978-1-4422-1316-6